# Pont Tibetà de Canillo
Die Pont Tibetà de Canillo ist eine im Juni 2022 eröffnete Fußgängerhängebrücke in der Gemeinde Canillo im Norden des Kleinstaats Andorra in den Pyrenäen. Sie verbindet die Ortschaft Arminia mit dem Cauba-Pass und führt über das Vall del Riu, ein naturbelassenes Tal. Mit einer Länge von 603 Metern zählt sie zu den längsten Fußgängerhängebrücken der Welt.

## Geschichte
Der Bau der Hängebrücke wurde im Jahr 2020 während der Amtszeit des Generalkonsuls von Andorra Canillo Josep Mandicó geplant und in der folgenden Legislaturperiode der Gemeinde Canillo unter der Leitung von Generalkonsul Francesc Camp fortgesetzt. Während der 18 Monate dauernden Arbeiten wurde die Brücke einschließlich der Zugänge errichtet. Mit der Ausführung wurden die französische Firma E.R.I.C., ein auf Kabelverlegung spezialisiertes Ingenieurunternehmen, sowie die andorranische Desplom Treballs Verticals beauftragt. Die fertige Brücke wurde Anfang Juni 2022 für das Publikum freigegeben. An den ersten beiden Tagen nach der Eröffnung konnte die Brücke kostenfrei begangen werden, seitdem ist sie gebührenpflichtig. Die Gemeinde Canillo hat insgesamt 4,6 Millionen Euro in das Projekt investiert.

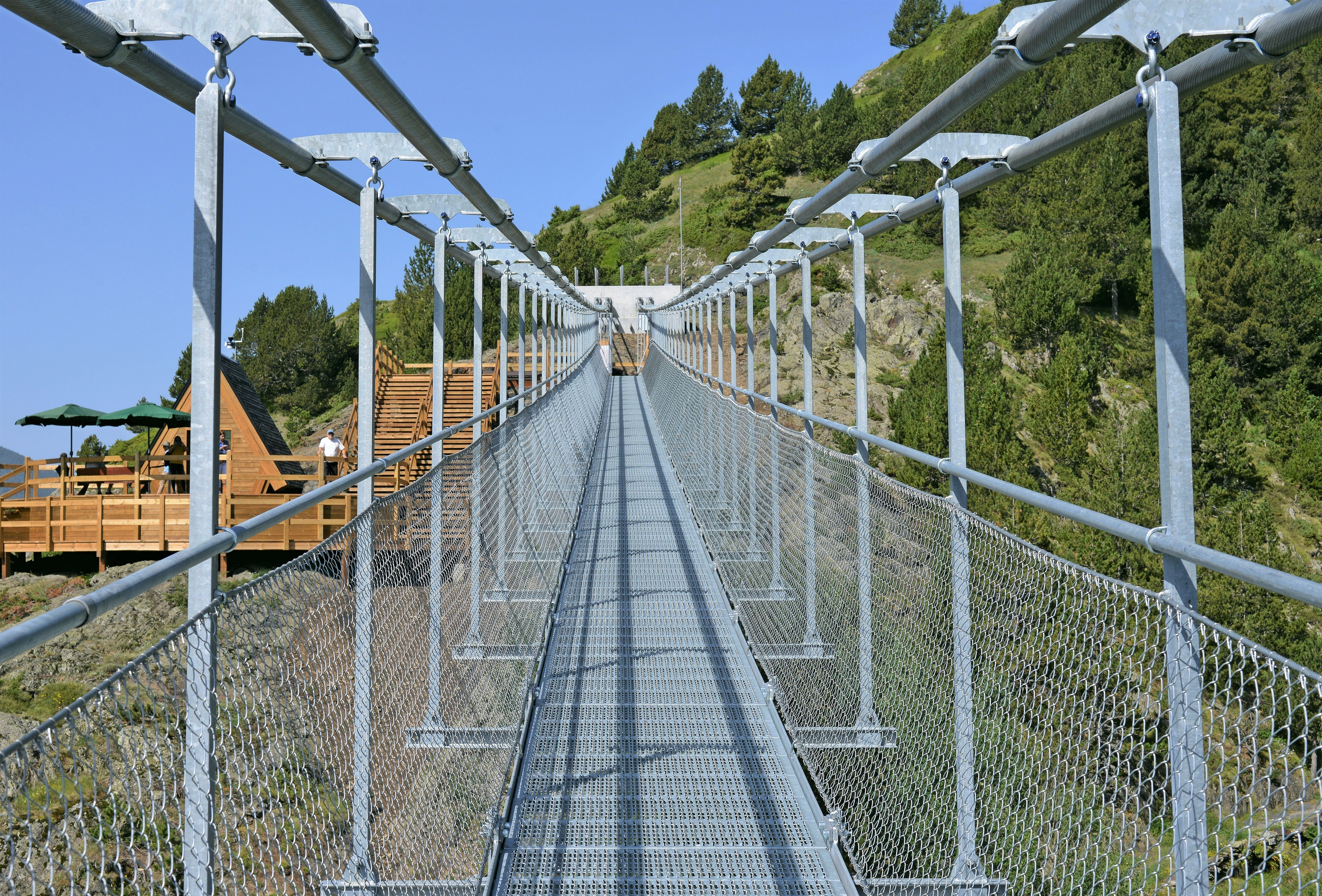
Detailansicht

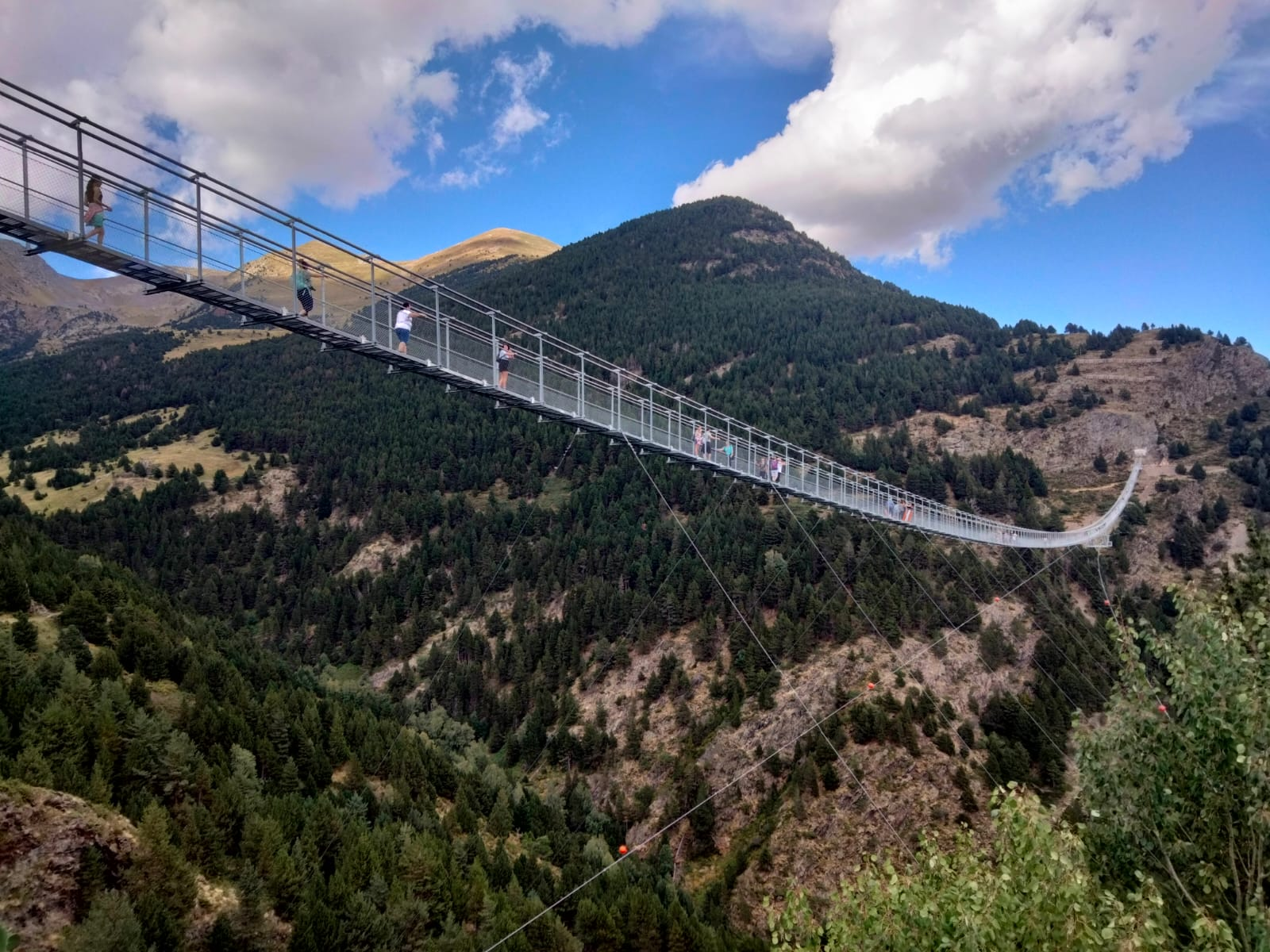
Fußgänger auf der Brücke

## Technik, Architektur und Kenndaten
Die Pont Tibetà de Canillo ist als Fußgängerhängebrücke konstruiert und hat eine Gesamtlänge von 603 Metern. Der begehbare Brückenboden besteht aus rutschhemmenden perforierten Stahl-Bodenplatten. Als Seitenschutz wird ein Maschendrahtgeflecht verwendet, das zum Geländer leicht schräg nach oben geöffnet verläuft.
Die Kenndaten der Pont Tibetà de Canillo:
- Brückenlänge: 603 m.
- Höhe bei der Ortschaft Arminia: 1875 m.
- Höhe neben dem Cauba-Pass: 1884 m.
- Begehbare Brückenbreite: 1 m.
- Obere Geländerbreite: 1,7 m.
- Maximale Neigung: 16 %.
- Maximale Höhe über dem Talboden: 158 m.
- Maximale Belastung: 100 kg/m² oder 600 Personen.
- Gesamtgewicht: 200 t.
- Tragseile: 4 / Nenndurchmesser: 72 mm.
- Windseitige Kabel: 2 / Nenndurchmesser: 44 mm.

## Betrieb
Die Hängebrücke ist ausschließlich für Fußgänger zugelassen und kann in beiden Richtungen begangen werden. Sie ist kostenpflichtig. Das Einzelticket kostete im Jahr der Eröffnung 12 Euro. Ermäßigte Tarife gibt es u. a. für Einwohner Andorras, Kinder, ältere Menschen und lokale Reisebüros. Die in der Regel von Juni bis November geöffnete Brücke ist ebenso wie der Wanderweg durch das Valle del Ríu in den Monaten außerhalb der Skisaison als Anziehungspunkt für Touristen in Andorra und den Pyrenäen gedacht. Um den Wanderweg Valle del Ríu zu erreichen, wird ein Busservice mit Abfahrt und Check-in in der Stadt Canillo angeboten.